# Introducing...Hello Saferide
Introducing...Hello Saferide är den svenska sångerskan och låtskriverskan Annika Norlins debutalbum, och gavs ut under artistnamnet Hello Saferide den 28 september 2005.

## Låtlista
| 1.  | "Nothing Like You (When You're Gone)"                                              | 2:02 |  |
| 2.  | "My Best Friend"                                                                   | 2:58 |  |
| 3.  | "If I Don't Write This Song, Someone I Love Will Die"                              | 2:44 |  |
| 4.  | "I Thought You Said Summer Is Going to Take the Pain Away" (duett med Ludwig Bell) | 3:33 |  |
| 5.  | "I Don't Sleep Well"                                                               | 2:45 |  |
| 6.  | "Long Lost Penpal" (duett med Firefox AK)                                          | 4:11 |  |
| 7.  | "Saturday Nights"                                                                  | 2:40 |  |
| 8.  | "San Francisco"                                                                    | 3:24 |  |
| 9.  | "Get Sick Soon"                                                                    | 2:56 |  |
| 10. | "I Can't Belive Is Not Love!"                                                      | 2:54 |  |
| 11. | "Loneliness Is Better When You're Not Alone"                                       | 4:34 |  |
| 12. | "Highschool Stalker"                                                               | 2:47 |  |

## Listplaceringar
| Lista (2005-2006) | Topplacering |
| ----------------- | ------------ |
| Sverige           | 39           |

### Fotnoter
1. ↑  ”Introducing...Hello Saferide”. Swedishcharts. 26 februari 2005. http://www.swedishcharts.com/showitem.asp?interpret=Hello+Saferide&titel=Introducing%2E%2E%2E+Hello+Saferide&cat=a. Läst 28 december 2015.